# Station Montfort-l'Amaury - Méré
Station Montfort-l'Amaury - Méré is een spoorwegstation aan de spoorlijn Saint-Cyr - Surdon. Het ligt in de Franse gemeente Méré, vlak bij Montfort-l'Amaury in het departement Yvelines (Île-de-France).

## Geschiedenis
Het station werd op 15 juni 1864 geopend door de Compagnie des chemins de fer de l'Ouest bij de opening van de sectie Saint-Cyr - Dreux. Sinds zijn oprichting is het station eigendom van de Société nationale des chemins de fer français (SNCF).

## Ligging
Het station ligt op kilometerpunt 44,324 van de spoorlijn Saint-Cyr - Surdon.

## Diensten
Het station wordt aangedaan door treinen van Transilien lijn N tussen Paris-Montparnasse en Dreux. Bepaalde treinen zijn sneltrein.

## Vorige en volgende stations
| Richting | Vorig station          | Lijn    | Volgend station                     | Richting           |
| -------- | ---------------------- | ------- | ----------------------------------- | ------------------ |
| Dreux    | Garancières - La Queue | Trans N | Villiers - Neauphle - Pontchartrain | Paris-Montparnasse |
| Dreux    | Houdan                 | Trans N | Plaisir - Grignon                   | Paris-Montparnasse |